# Pull Out My Insides
Pull Out My Insides è un singolo del gruppo musicale britannico Does It Offend You, Yeah?, pubblicato il 15 aprile 2011 come secondo estratto dal secondo album in studio Don't Say We Didn't Warn You.

## Video musicale
Il videoclip, girato interamente in bianco e nero, è stato pubblicato il 14 giugno 2011 attraverso il canale YouTube del gruppo.

## Tracce
CD promozionale (Europa)
1. Pull Out My Insides (Radio Edit) – 3:32
2. Wondering (Dirtyphonics Remix) – 4:43

Download digitale
1. Pull Out My Insides (Radio Edit) – 3:32
2. Pull Out My Insides – 4:07
3. Wondering (Dirtyphonics Remix) – 4:43

## Formazione
- James Rushent – voce, sintetizzatore
- Matty Derham – chitarra
- Chloe Duveaux  – basso
- Dan Coop – sintetizzatore
- Rob Bloomfield – batteria